# Akutni laringitis
 Akutni laringitis lat. laryngitis acuta je oboljenje grkljana, akutni upalni proces njegove sluznice.

## Simptomatika
Najčešće se javlja u jesen i zimu, izazivaju ga virusi i bakterije. Predisponirajući faktori za nastajanje ovog oboljenja su opstrukcije i upalni procesi u gornjim dišnim putevima, dugotrajne iritacije fizičkim i kemijskim sredstvima (centralno grijanje, prašina, dim), profesionalno preopterećenje glasa i konstitucionalna dispozicija. Upalni proces zahvata cjelu sluznicu larinksa. Pacijent se prvo žali na suhoću i grebanje u grlu, glas postaje sve slabiji, a poremećaj glasa se kreće od lake promuklosti do teške disfonije (otežano disanje). Disfagija (otežano gutanje) je izražena ako se zahvaćeni epiglotis i njegovi nabori. Opće stanje pacijenta nije mnogo promijenjeno, tjelesna temperatura iznosi oko 38 stupnjeva Celzija. Poslije nekoliko dana intezitet bolesti popušta i simptomi nestaju. Dijagnoza se postavlja na osnovu anamneze, pregleda pacijenta, laringoskopije. U terapiji se pacijentu savjetuje da boravi u toploj s dovoljnom vlažnošću zrak. Daju se topli napitci, antibiotici, antipiretici, vitamini, te lijekovi za suzbijanje kašlja. Za vrijeme terapije pacijent mora šutjeti, a zabranjuju mu se i pušenje i boravak u zadimljenim prostorijama.
|  | Molimo pročitajte upozorenje o korištenju medicinskih informacija. Ne provodite liječenje bez savjetovanja s liječnikom! |